# 12月の雨
「12月の雨」（じゅうにがつのあめ）は、荒井由実（現：松任谷由実）の4枚目のシングル。1974年10月5日に東芝EMIからリリースされた。規格品番：ETP-20057
1989年12月21日にCDシングルとして再リリース。 2枚目のオリジナルアルバム『MISSLIM』に収録。

## 解説
- ジャケット写真はイタリアンレストラン「キャンティ」のオーナー所有のグランドピアノ前で撮影された。同時発売のアルバム『MISSLIM』とは異なる写真である[1]。1974年、フジテレビ系音楽番組『ミュージックフェア』で唄われた。
- 「12月の雨」はフジテレビ『おそく起きた朝は…』の初期のオープニングテーマにも使われていた。
- 2曲ともバックコーラスには山下達郎、大貫妙子らシュガー・ベイブのメンバーが参加している。この曲は、初めてシュガー・ベイブのメンバーが参加した作品である。シュガー・ベイブがレコーディングで参加した某歌手のライブで、山下だけがコーラスに参加を依頼され、他には有名な女性コーラス2人と山下が参加予定であった（バックミュージシャンはキャラメル・ママと矢野顕子）。しかしリハーサルの段取りが悪く、女性2人が本番の直前に降りてしまったため、ライブを見に会場に来ていた大貫妙子と村松邦男が急遽コーラスとして参加した。それをたまたまユーミンが見に来てて、「あのコーラスは誰？」っていうことになり、「12月の雨」のレコーディングに呼ばれ、参加することとなった[2]。
- B面の「瞳を閉じて」はラジオの深夜番組『オールナイトニッポン』の「あなただけのイメージソングを作ります」のコーナーに、当時校歌が無かった長崎県奈留高校の生徒から制作依頼の葉書が来て、同校の校歌として作られ、愛唱歌となった。1988年、現地に歌碑が作られ、除幕式にユーミンも参加した。
- 2000年映画『スイート・スイート・ゴースト』主題歌。2004年からNHK総合『NHKアーカイブス』のテーマ曲。

## 収録曲
- Side A 12月の雨 -December Rain-[3]
- Side B 瞳を閉じて -Message In A Bottle-
作詞・作曲：荒井由実　編曲：松任谷正隆

## カヴァーした主な歌手
12月の雨
- 岩崎宏美 - アルバム『Dear Friends II』収録
- 高野千恵 - アルバム『Winter Collection』収録
- EPO - アルバム『POPTRACKS』収録
- 区麗情 - アルバム『晴れた日、雨の夜』収録
- chay - 日本テレビ系テレビドラマ『地味にスゴイ! 校閲ガール・河野悦子』オープニングテーマ[4]
- 城南海 - アルバム『ユキマチヅキ』（2017年）に収録
- Naomi and Goro - アルバム『ケサランパサラン』（2022年）に収録